# Pico de Grado
Pico de Grado är en bergstopp i Spanien.   Den ligger i provinsen Provincia de Segovia och regionen Kastilien och Leon, i den centrala delen av landet, 110 km norr om huvudstaden Madrid. Toppen på Pico de Grado är 1 507 meter över havet, eller 102 meter över den omgivande terrängen. Bredden vid basen är 1,6 km.
Terrängen runt Pico de Grado är kuperad åt sydväst, men åt nordost är den platt. Runt Pico de Grado är det mycket glesbefolkat, med 2 invånare per kvadratkilometer. Närmaste större samhälle är Ayllón, 15,4 km nordväst om Pico de Grado. Trakten runt Pico de Grado består i huvudsak av gräsmarker.